# Оберарнбах
Оберарнбах (њем. Oberarnbach) општина је у њемачкој савезној држави Рајна-Палатинат. Једно је од 50 општинских средишта округа Кајзерслаутерн. Према процјени из 2010. у општини је живјело 429 становника. Посједује регионалну шифру (AGS) 7335031.

## Географски и демографски подаци
Оберарнбах се налази у савезној држави Рајна-Палатинат у округу Кајзерслаутерн. Општина се налази на надморској висини од 331 метра. Површина општине износи 5,1 km². У самом мјесту је, према процјени из 2010. године, живјело 429 становника. Просјечна густина становништва износи 84 становника/km².

## Међународна сарадња
| Мјесто | Држава    | Врста сарадње | Од    |
| ------ | --------- | ------------- | ----- |
|        | Француска | партнерство   | 1989. |
|        | Француска | партнерство   | 1980. |
|        | Француска | партнерство   | 1983. |
| Извор  |           |               |       |